# ChildX
ChildX är en stiftelse som arbetar för att stoppa kommersiell sexuell exploatering av barn, verksam både i Sverige och internationellt. 
ChildX grundades 2014, då under namnet Child10, av den sociala entreprenören Sara Damber tillsammans med filantroperna och syskonen Sophie Stenbeck och Hugo Stenbeck. I februari 2023 blev Ida Östensson ny generalsekreterare för stiftelsen efter att ha varit dess kommunikationschef i tre år.
Stiftelsens insamlingsverksamhet kontrolleras sedan 2023 av Svensk insamlingskontroll, som beviljar 90-konton till organisationer som bedriver offentlig insamling.